# Lovefool -好きだって言って-
「Lovefool -好きだって言って-」（ラブフール -すきだっていって-）は、2016年10月19日にrhythm zoneから発売されたDream Amiの3枚目のシングル。

## 概要
【CD+DVD】【CD】【ワンコイン盤】の3形態で発売。
2016年8月6日に同シングルの発売が発表されたが、タイトルは未定だった。9月2日にタイトルが「Lovefool -好きだって言って-」に決定したことが発表された。9月10日に作詞曲を含む収録内容が発表された。
9月20日に田辺秀伸が監督となり、恋に悩み無表情なAmiと恋にポジティブなAmiという2人のAmiが登場するミュージックビデオが解禁され、タイアップも発表された。
同曲は、オリコンシングルランキング週間9位（10月31日付）、Billboard Japan Hot 100週間9位（10月31日付）、Billboard Japan Top Singles Sales週間8位（10月31日付）をそれぞれ記録した。

## 収録曲

### 【CD+DVD】
CD
1. Lovefool -好きだって言って-
作詞・作曲：Nina Persson・Peter Svensson / 日本語詞：小竹正人
  - カーディガンズの同名曲のカバー楽曲[5]
  - ブルボン「おいしいココナッツミルク」CMソング「ココナッツブレイク篇」[5][11]
  - Right-on「MOCOMOCO JEANS」TVCMソング「モコモコイロイロ篇」[5]
2. じゃあね
作詞：Jam9　作曲：FAST LANE・Erik Lidbom
  - Right-on「ダウンイロイロ篇」CMソング[7]
3. JUMP!
作詞：Dream Ami　作曲：FAST LANE
  - 第32回東日本女子駅伝 大会応援ソング[8]
  - 健栄製薬「手ピカジェルプラス」CMソング
4. Lovefool -好きだって言って- (Instrumental)

DVD
1. Lovefool -好きだって言って- (Video Clip）

### 【CD】
1. Lovefool -好きだって言って-
2. じゃあね
3. JUMP!
4. Lovefool -好きだって言って- (Instrumental)
5. じゃあね (Instrumental)
6. JUMP! (Instrumental)

### 【ワンコイン盤】
1. Lovefool -好きだって言って-